# Adenia lanceolata
Adenia lanceolata är en passionsblomsväxtart. Adenia lanceolata ingår i släktet Adenia och familjen passionsblomsväxter.

## Underarter
Arten delas in i följande underarter:
- A. l. lanceolata
- A. l. scheffleri